# حسن يوسف (ممثل إماراتي)
حسن يوسف (6 يونيو 1982)، ممثل إماراتي ومخرج مسرحي، بدأ حياته المهنية عام 1993 بفيلم (ثلاثية خط النار) للمخرج محمد الدوسري.    

## أعماله الفنية[6]

### في الإذاعة
- اللهم إني صائم
- قضايا الشباب
- على العوق

### في التلفزيونية
- مسلسل أحلام على ورق
- مسلسل الغافة
- مسلسل الجيران
- مسلسل حنه ورنه
- مسلسل المقيض
- مسلسل بنت النور
- مسلسل وجه آخر
- مسلسل جنون المال
- مسلسل رحلة الانتقام
- مسلسل أمواج هادئة
- مسلسل مؤامرات عائلية
- مسلسل ريح الشمال 2
- مسلسل الغني والبخيل
- مسلسل ادم وحوا
- مسلسل هواجس

### المسرح
- مسرحية لمن يهمه الأمر
- مسرحية دور فيها يا الشمالي
- مسرحية فارس الذباب
- مسرحية بيت القصيد
- مسرحية السندباد وآكلة لحوم البشر
- مسرحية الأميرة وردة وعبود الكسلان
- مسرحية عنف
- مسرحية دار الهوا دار
- مسرحية حطبه التوبة
- مسرحية حبة رمل
- مسرحية مواويل
- مسرحية برد الستين
- مسرحية مملكة السلام
- مسرحية بستان الخير
- مسرحية السردال
- مسرحية لحظة زيارة
- مسرحية معاريس 2007
- مسرحية الميدان يا حميدان
- مسرحية علي جناح التبريزي وتابعه قفة
- مسرحية خيول الريح
- مسرحية حرم معالي الوزير
- مسرحية عنمبر
- مسرحية جيم أوفر
- مسرحية العرس الأكبر
- مسرحية بين الجد والهزل
- مسرحية عائلة انيو لوك
- مسرحية النوخذة والطبال
- مسرحية المسرحية
- مسرحية مقامت بن تايه
- مسرحية كش بطير
- مسرحية الدومينو
- مسرحية الباشا في ورطة
- مسرحية زلقه زلقه
- مسرحية يمقن أي ويمقن لا
- مسرحية شقه مفروشه
- مسرحية للاطفال فقط
- مسرحية رسم حديث
- مسرحية مساء الورد
- مسرحية اصابع الياسمين
- مسرحية حرب النعل
- مسرحية صينية الشعور

### الأفلام
- فيلم بني آدم - طويل
- فيلم البطل
- فيلم خيوط الحرير
- فيلم سارق الحزن
- فيلم الرحلة
- فيلم العقاب
- فيلم ثلاثية خط النار
- فيلم خور فكان - طويل
- فيلم الكمين - طويل

الاخراج
- مسرحية العاصفة
- مسرحية صمت القبور
- مسرحية النوخذة والطبال
- مسرحية لير ملك النحاتين
- مسرحية مسألة وقت
- مسرحية فوضى موضى